# ستراکی
ستراکی (به لاتین: Straky) یک منطقهٔ مسکونی در جمهوری چک است که در ناحیه نیمبورک واقع شده‌است.